# Лавов
Лавов (Лавовка) — река в России, протекает в Темниковском районе Республики Мордовия. Правый приток реки Явас.

## География
Река Лавов берёт начало у села Лаврентьево. Течёт в южном направлении через леса. Устье реки находится восточнее посёлка Явас в 28 км по правому берегу реки Явас. Длина реки составляет 16 км, площадь водосборного бассейна — 92,7 км².

## Данные водного реестра
По данным государственного водного реестра России относится к Окскому бассейновому округу, водохозяйственный участок реки — Мокша от водомерного поста города Темников и до устья, без реки Цна, речной подбассейн реки — Мокша. Речной бассейн реки — Ока.
По данным геоинформационной системы водохозяйственного районирования территории РФ, подготовленной Федеральным агентством водных ресурсов:
- Код водного объекта в государственном водном реестре — 09010200412110000028623
- Код по гидрологической изученности (ГИ) — 110002862
- Код бассейна — 09.01.02.004
- Номер тома по ГИ — 10
- Выпуск по ГИ — 0